# Saiva insularis
Saiva insularis är en insektsart som först beskrevs av Kirby 1891.  Saiva insularis ingår i släktet Saiva och familjen lyktstritar. Inga underarter finns listade i Catalogue of Life.